# عبدالله امامی
آیت‌الله حاج شیخ عبدالله امامی تربتی فرزند ذبیح‌الله (متولد ۱۲۹۳ در تربت حیدریه درگذشته در ۱۳۶۱ در تهران) از علماء و مدرسین حوزه علمیه و نماینده دوره نخست مجلس شورای اسلامی حوزه انتخابیه خراسان (تربت حیدریه) تعداد آراء: ۵۴٬۲۰۷ درصد آراء: ۷۷٫۹۰ بود.

## زندگینامه
اجداد وی همگی از علماء این خطه بودند و وی نیز پس از گذراندن دروس مقدماتی برای گذراندن دروس عالی حوزوی به نجف رفت و پس از تحصیل تا سطح خارج فقه و اصول به زادگاهش بازگشت و به احیاء حوزه علمیه و تربیت شاگردان پرداخت
در انتخابات اولین دوره مجلس شورای اسلامی از حوزه انتخابیه محل تولدش کاندیدا شد و با کسب اکثریت قاطع آراء به مجلس راه یافت.
پیش از اتمام اولین دوره مجلس شورای اسلامی به بیماری سرطان مبتلا گشت و در پنجم دی ۱۳۶۱ از مجلس درخواست استعفا کرد. پس از گذراندن یک دوره معالجه در کشور آلمان در دیماه سال ۱۳۶۱ در تهران درگذشت. پیکر او در حرم علی بن موسی الرضا به خاک سپرده شد.